# Klaus Schmidt (Jurist)
Klaus Schmidt (* 1941) ist ein deutscher Jurist.

## Werdegang
Schmidt studierte Rechtswissenschaften an den Universitäten Heidelberg und Würzburg. 1965 legte er in Würzburg das Erste, 1969 in Mainz das Zweite Staatsexamen ab. Während seines Referendariats promovierte er 1967 summa cum laude.
Er trat 1972 als Richter auf Probe beim Arbeitsgericht Ludwigshafen in den Justizdienst des Landes Rheinland-Pfalz ein. 1973 wurde er zum Richter am Arbeitsgericht ernannt. 1974 wechselte er unter Ernennung zum Regierungsrat in das Ministerium für Soziales, Gesundheit und Sport. 1975 wurde er zum Oberregierungsrat ernannt.
1976 kam er an das Landesarbeitsgericht Rheinland-Pfalz. Dort wurde er 1978 zum Vorsitzenden Richter ernannt. Von 1989 bis zum Eintritt in den Ruhestand im August 2006 war er Präsident des Landesarbeitsgerichts.
Schmidt war Mitbegründer, Mitherausgeber und wissenschaftlicher Schriftleiter der führenden deutschen arbeitsrechtlichen Fachzeitschrift „Neue Zeitschrift für Arbeitsrecht“ (NZA) und machte sich als Autor und Herausgeber verschiedener arbeitsrechtlicher Fachbücher und Autor einer Vielzahl von arbeitsrechtlichen Fachaufsätzen einen Namen. Ab 1986 wirkte er zudem als ehrenamtlicher Vorsitzender der 1. Kammer der kirchengerichtlichen Schlichtungsstelle der Evangelischen Landeskirche in Baden. 1990 wurde er in Anerkennung für die 20-jährige wissenschaftliche Betreuung und Ausbildung von Schwerbehinderten in der SRH Hochschule Heidelberg zum Honorarprofessor ernannt.

## Ehrungen
- 2006: Verdienstkreuz 1. Klasse der Bundesrepublik Deutschland